# Asediul cetății Golubăț
Asediul cetății Golubăț (în maghiară Galambóc ostroma) a fost un conflict militar desfășurat în mai 1428 între alianța militară creștină maghiară–română–lituaniană și armata Imperiului Otoman. Acest asediu a fost prima bătălie din istoria militară a Ungariei în care armata maghiară a folosit artileria. Cu toate acestea, alianța militară creștină, condusă de regele Sigismund de Luxemburg, nu a putut captura cetatea Golubăț și a fost învinsă de armata otomană condus de sultanul Murad al II-lea. După bătălie, armata otomană a cucerit cea mai mare parte a teritoriului Serbiei și Bosniei.

## Context
La sfârșitul secolului al XIV-lea, Imperiul Otoman cucerise cea mai mare parte a Balcanilor și ajunsese la granițele de sud ale Regatului Ungariei. După Bătălia de la Kosovo Polje (1389) Serbia a fost amenințată de oastea otomană. Ca urmare, despotul sârb Ștefan Lazarevici a încheiat în 1426 o înțelegere cu regele Ungariei, Sigismund de Luxemburg, prin care ceda Ungariei cetățile Belgrad și Golubăț în schimbul protejării Serbiei de către oastea lui Sigismund și a recunoașterii lui Gheorghe Brancovici ca succesor al despotului Stefan. 
După moartea lui Lazarevici în 1427, regele Sigismund i-a cerut lui Gheorghe Brancovici să respecte acordul încheiat anterior, dar despotul sârb a ezitat. Prin urmare, oastea lui Sigismund a ocupat cetatea Belgrad. După acest eveniment castelanul sârb de la Golubăț a cedat otomanilor cetatea Golubăț în numele lui Sigismund.

## Asediul
Datorită locației strategice a cetății Golubăț, Sigismund nu a vrut să o lase în stăpânirea otomanilor. În iarna anului 1427, el a construit cetatea Lászlóvára (astăzi satul Coronini din România) vizavi de Golubăț, peste Dunăre. Această cetate a devenit punctul de pornire al campaniei maghiare împotriva turcilor. În perioada începerii atacului Sigismund avea în jur de 15.000–20.000 de oșteni. Oastea lui Sigismund includea, de asemenea, regimente auxiliare lituaniene și românești, comandate de Zawisza Czarny, cavaler polonez, și de Dan al II-lea, domnul Țării Românești.
La sfârșitul lui aprilie 1428 oștile creștine au atacat cetatea Golubăț. Pentru prima dată în istoria militară a Ungariei, armata maghiară a folosit artileria într-un conflict militar. Oștenii creștini au bombardat cetatea de pe navele de război și din cetatea Lászlóvára. Apărătorii otomani ai Golubățului au făcut față atacului, dar bombardamentul a distrus zidurile cetății. Sigismund plănuia un atac împotriva zidurilor cetății atunci când a ajuns o armată otomană numeroasă, condusă personal de sultanul Murad al II-lea, pentru a salva fortăreața. Sigismund nu s-a angajat într-o luptă directă cu sultanul și a încheiat în schimb un armistițiu: creștinii urmau să înceteze atacul și să se retragă în liniște.
Armata creștină a început să se retragă peste Dunăre, dar turcii au rupt armistițiul și au organizat un atac prin surprindere. În timpul luptei, gărzile lui Sigismund au fost conduse de István Rozgonyi, comite (ispán) al comitatului Timiș, a cărui soție, Cicelle Rozgonyi, a organizat personal trecerea Dunării și le-a venit în ajutor cu o corabie. Militarii lituanieni, inclusiv comandantul lor, cavalerul  Zawisza Czarny, au fost uciși în timp ce acopereau retragerea trupelor maghiare și române.

## Urmări
După înfrângerea maghiarilor, Murad al II-lea a organizat o ofensivă împotriva Serbiei, al cărei despot, Gheorghe Brancovici, a acceptat în cele din urmă să devină vasal al Imperiului Otoman. După ce i-au învins pe sârbi, otomanii au invadat Bosnia și au înfrânt oastea regelui Tvrtko al II-lea al Bosniei, cucerind unele dintre cele mai importante cetăți. 
Imediat după bătălie Sigismund a început organizarea unui sistem de apărare împotriva otomanilor. El a trimis o armată numeroasă la Belgrad și i-a însărcinat pe cavalerii teutoni cu apărarea Banatului Severinului. Cu toate acestea, Murad al II-lea nu a atacat Ungaria și și-a concentrat eforturile militare în Asediul Salonicului (1422-1430). În 1430 a fost încheiat un armistițiu, care a durat până în anul 1432.